# 久田恵
久田 恵（ひさだ めぐみ、1947年10月7日- ）は、日本のノンフィクション作家。北海道室蘭市出身。上智大学文学部社会学科中退。本名・稲泉恵。花げし舎主宰。

## 経歴・人物
父は富士製鐵（現・日本製鉄）室蘭製鉄所の技術者で、北海道室蘭東高等学校では齋藤和と同級生だった。
学生運動に携わって大学を中退。人形劇団・放送作家・雑誌記者など、20以上の職業を転々とする。女性誌のライター時代には、日経ウーマンの創刊に立ちあった。子連れで炊事係としてキグレサーカスに入ったサーカス団での体験をまとめた『サーカス村裏通り』（JICC出版局）が大宅壮一ノンフィクション賞候補となる。
1990年、『フィリピーナを愛した男たち』（文藝春秋）により第21回大宅壮一ノンフィクション賞受賞。息子の不登校をめぐる親子同時ドキュメント「息子の心、親知らず」で1997年度文藝春秋読者賞受賞。
息子の稲泉連は2005年に第36回大宅壮一ノンフィクション賞を受賞し、初の親子受賞を果たした。
読売新聞「人生案内」欄の回答者を務める。2008年度まで朝日新聞の書評委員も担当していた。
2018年より栃木県那須郡在住。6年後、2024年2月より東京の実家でひとり暮らしを始める。

## 著書
- 『母親が仕事をもつとき 子育て・職場・夫にどう向き合うか』（1982年、学陽書房→学陽書房女性文庫）
- 『サーカス村裏通り』（1986年、JICC出版局→文春文庫→七つ森書館）
- 『トレパンをはいたパスカルたち 劇団青い鳥ものがたり』（1989年、透土社）
- 『フィリッピーナを愛した男たち』（1990年、文藝春秋）ISBN 978-4163437903
- 『おかえりなさい、おかあさん ワーキングマザーと子どもたちの30のお話』（1992年、PHP研究所）
  - 改題『ワーキングマザーと子どもたち』（ちくま文庫）
- 『男がいてもいなくても』（1993年、講談社→講談社文庫）ISBN 978-4062632195
- 『受験期の息子』（1993年、晶文社）
  - 改題『息子の思春期』（学陽文庫）
- 『ニッポン貧困最前線　ケースワーカーと呼ばれる人々』（1994年、文藝春秋→文春文庫）ISBN 978-4167529031
- 『愛はストレス』（1996年、文藝春秋）
- 『繁栄Tokyo裏通り』（1997年、文藝春秋）
- 『欲望する女たち 女性誌最前線を行く』（1998年、文藝春秋）
- 『家族だから介護なんかこわくない?』（1999年、海竜社）
  - 改題『家族を卒業します』（ちくま文庫）
- 『おんなの眼』（1999年、マガジンハウス）
- 『母のいる場所　シルバーヴィラ向山物語』（2001年、文藝春秋→文春文庫）ISBN 978-4167529048
- 『大丈夫。』（2002年、主婦の友社）
- 『シクスティーズの日々　それぞれの定年後』（2005年、朝日新聞社→朝日文庫）
- 『女の悩みは男の数ほど　久田恵の人生案内』（2005年、洋泉社）ISBN 4-89691-894-0
- 『家族がいてもいなくても』（2009年、扶桑社）ISBN 978-4594059477
- 『ファンタスティックに生きる　ようこそ、女のセカンドステージへ』（2010年、共同通信社）
- 『明るい老後のための一人で生きる練習帳』（2011年、扶桑社）ISBN 978-4-594-06403-7
- 『新・家族がいてもいなくても』産経新聞出版 2013
- 『今が人生でいちばんいいとき！』海竜社　2016
- 『主婦悦子さんの予期せぬ日々』潮出版社　2017

### 共著・編著
- 『正しい母子家庭のやり方』酒井和子共著（1985年、JICC出版局）
- 『女のネットワーキング 女のグループ全国ガイド』（1987年、学陽書房）編著
- 『子別れレッスン 「おっぱい男」と「わがまま妻」』（1999年、学陽書房）共著：斎藤学